# Swiss Indoors Basel 2015
Lo Swiss Indoors Open 2015 è stato un torneo di tennis giocato su campi in cemento al coperto. È stata la 46ª edizione dell'evento conosciuto come Swiss Indoors Open o Davidoff Swiss Indoors, appartenente alla serie ATP World Tour 500 series nell'ambito dell'ATP World Tour 2015. Gli incontri si sono giocati a Basilea, in Svizzera, dal 26 ottobre al 1º novembre 2015.

## Partecipanti

### Teste di serie
| Nazionalità | Giocatore       | Ranking* | Testa di serie |
| ----------- | --------------- | -------- | -------------- |
| Svizzera    | Roger Federer   | 3        | 1              |
| Svizzera    | Stan Wawrinka   | 4        | 2              |
| Spagna      | Rafael Nadal    | 7        | 3              |
| Sudafrica   | Kevin Anderson  | 11       | 4              |
| Francia     | Richard Gasquet | 12       | 5              |
| Stati Uniti | John Isner      | 13       | 6              |
| Croazia     | Marin Čilić     | 14       | 7              |
| Belgio      | David Goffin    | 16       | 8              |

* Ranking al 19 ottobre 2015.

### Altri partecipanti
I seguenti giocatori hanno ricevuto una wild card per il tabellone principale:
- Marco Chiudinelli
- Henri Laaksonen

I seguenti giocatori sono passati dalle qualificazioni:

- Robin Haase
- Jerzy Janowicz
- Dušan Lajović
- Adrian Mannarino

I seguenti giocatori sono entrati come Lucky loser:
- Denis Kudla

## Campioni

### Singolare
Lo svizzero Roger Federer ha sconfitto in finale lo spagnolo Rafael Nadal per 6–3, 5–7, 6–3.
Per Federer si tratta dell'ottantottesimo titolo in carriera, il sesto del 2015 e il settimo in totale a Basilea.

### Doppio
L'austriaco Alexander Peya e il brasiliano Bruno Soares hanno sconfitto in finale il britannico Jamie Murray e l'australiano John Peers per 7–5, 7–5.